# داميين غريغوريني
داميين غريغوريني (بالفرنسية: Damien Grégorini)‏ (مواليد 2 مارس 1979 في نيس - فرنسا) لاعب كرة قدم فرنسي يلعب حاليا لصالح نادي الدرجة الأولى نانسي الفرنسي منذ 2006 في مركز حارس مرمى .

## روابط خارجية
- داميين غريغوريني على موقع رابطة كرة القدم الفرنسية للمحترفين (الإنجليزية)
- داميين غريغوريني على موقع قاعدة بيانات كرة القدم.إي يو (الإنجليزية)
- داميين غريغوريني على موقع ليكيب (الفرنسية)
- داميين غريغوريني على موقع Soccerway.com (الإنجليزية)
- داميين غريغوريني على موقع عالم كرة القدم.نت (الإنجليزية)
- داميين غريغوريني على موقع كووورة
- داميين غريغوريني على موقع AS.com (الإسبانية)